# Xã Craig, Quận Van Buren, Arkansas
Xã Craig (tiếng Anh: Craig Township) là một xã thuộc quận Van Buren, tiểu bang Arkansas, Hoa Kỳ. Năm 2010, dân số của xã này là 739 người.